# Rhinocypha pagenstecheri
Rhinocypha pagenstecheri – gatunek ważki z rodziny Chlorocyphidae.